# Lilla Björketjärnen
Lilla Björketjärnen är en sjö i Partille kommun i Västergötland och ingår i Göta älvs huvudavrinningsområde. Sjöns area är 0,006 kvadratkilometer och den är belägen 98 meter över havet.